# 스즈키 시호리
스즈키 시호리(일본어: 鈴木 紫帆里, 1994년 2월 17일 ~ )는 일본의 아이돌이며, 여성 아이돌 그룹 전 AKB48 팀K의 멤버이다.

## 내력
2008년
- 12월, 《AKB48 제7기 연구생 오디션》에 합격.

2009년
- 1월 23일, 《팀K 4th Stage 〈최종 벨이 울린다〉》 공연에서 〈미안해 쥬얼〉의 백 댄서로서 데뷔.
- 8월 23일의 《조각 축제》에서, 신생 팀B로 승격하는 것이 발표되었다.
- 8월 29일의 연구생 공연에서, 사퇴를 발표.
- 8월 30일, 팀B 공연의 언더(대역)가, 7기 연구생 시절 마지막 극장 공연이 된다.
- 9월 20일, 도쿄 빅사이트에서 개최된 악수회에 참가. 이 이벤트를 가지고, 잠시 AKB48로부터 졸업.

2010년
- 7월, 《AKB48 제11기 오디션》에 합격해, 연구생 후보가 된다.
- 10월 10일, 야외 라이브 《AKB48 도쿄 가을 축제》에서 11기 연구생으로서 첫 피로연을 해, 1년 2개월 만에 AKB48의 멤버로서 복귀하는 것이 되었다.
- 10월 30일, 《팀 연구생 공연》으로 7기 연구생 시절 마지막 공연으로부터 436일만에 극장 공연에 출연.

2011년
- 1월 20일, 연구생이 출연하는 《아리요시 AKB 공화국》(TBS)에 11기생으로서는 처음으로 스튜디오 수록에 참가했다. 그 다음주에는 로케에도 참가했다.
- 5월 21일, 《팀B 5th Stage 〈시어터의 여신〉》 공연에서 팀B로 승격하는 것이 발표되었다(11기생 첫 승격)[1].
- 11월 8일, 왼쪽 허벅지 직근 힘줄 윤활막염때문에, 약 1개월간 극장 공연을 쉬는 것이 발표[2].

2012년
- 3월 2일, Google+의 아키모토 야스시의 투고에 있어서 구플 선발이 발표되어, 9명째의 멤버로서 구플 선발이 된다.
- 8월 24일에 개최된 《AKB48 in TOKYO DOME ~1830m의 꿈~》 첫날 공연에서, 팀K로 이동하는 것이 발표된다[3].
- 9월 17일, 패션 이벤트 〈도쿄 런웨이〉에 코모리 미카와 함께 출연[4].
- 11월 1일, 팀K로 이동. 팀K 웨이팅 공연의 스타팅 멤버로서 신 팀에서의 활동을 개시한다[5].

2014년
- 2월 27일, 자신의 《생탄제 공연》에서, 4월부터 대학에 입학하는 것을 발표[6].

2015년
- 2월 16일, 자신의 《생탄제 공연》에서, AKB48를 졸업하는 것을 발표.
- 5월 30일, AKB48 악수회에서 AKB48를 졸업.

## 인물
- 싱가포르에서 온 귀국 자녀.
- 특기는 암산으로, 2011년 8월 11일 전달분의 《AKB48 내일까지 다시 한번!》에서 선보였다. 특기 과목은 수학이지만, 2011년 9월 2일 방송분 《주간AKB》 예고 없이 테스트 기획에서는, 수학을 제외하고도 3위/18명중(302/500점)의 실력을 보였다.
- 브랜드 이미지 모델이 되는 것, 스스로 브랜드를 세우는 것을 목표로 하고 있다[7].

### AKB48 관련
7기 연구생 시절
- 오디션에서는 〈사랑의 노래〉(코다 쿠미)를 불러 합격했다[8].
- 캐치프레이즈는, 〈네, 먹보 밤비, 시호링이라고 하는 스즈키 시호리입니다.〉.

11기 연구생 시절
- 캐치프레이즈는, 〈고교 2학년 16세인 시호링이라고 하는 스즈키 시호리입니다.〉.
- 2011년 4월 24일 공연(11기 다시 가입 후 101번째 공연)에서 캐치프레이즈를 〈네! 시어터를 지탱하는 3번째 기둥이 되고 싶어, 시호링이라고 하는 스즈키 시호리입니다. 잘 부탁합니다.〉로 바꾸었다.
- 〈팀B 오시〉에서의 애칭은 〈퍼플 밤비〉.

정규 멤버 승격 후
- 정규 멤버로 승격한 후에도 연구생 시절에 이어 《팀A 6th Stage 〈목격자〉》 공연에는 2011년 6월 12일, 《팀K 6th Stage 〈RESET〉》 공연에는 동년 7월 19일까지 언더로서 출연했다.
- 2012년 기준으로, 연구생을 포함한 AKB48 멤버 중 가장 키가 크다.

## AKB48에서의 참가곡

### 싱글 CD 선발곡
- 〈チャンスの順番 찬스의 차례〉에 수록
  - フルーツ・スノウ / 프루츠 스노우 - 팀 연구생 명의
- 〈桜の木になろう 벚나무가 되자〉에 수록
  - 黄金センター / 황금 센터 - 팀 연구생 명의
- 〈Everyday、カチューシャ Everyday, 카츄샤〉에 수록
  - アンチ / 안티 - 팀 연구생 명의
- 〈風は吹いている 바람은 불고 있어〉에 수록
  - Vamos - 언더 걸즈 장미조 명의
- 〈上からマリコ 위에서부터 마리코〉에 수록
  - 呼び捨てファンタジー / 요비스테 판타지 - 팀B 명의
- 〈GIVE ME FIVE!〉에 수록
  - ユングやフロイトの場合 / 융이나 프로이트의 경우 - 스페셜 걸즈 C 명의
- 〈真夏のSounds good ! 한여름의 Sounds good !〉에 수록
  - ぐぐたすの空 / 구플의 하늘
- 〈ギンガムチェック 깅엄 체크〉에 수록
  - あの日の風鈴 / 그 날의 풍경 - 웨이팅 걸즈 명의
- 〈UZA〉에 수록
  - スクラップ&ビルド / 스크랩&빌드 - 팀K 명의
- 〈永遠プレッシャー 영원 프레셔〉에 수록
  - 私たちのReason / 우리의 Reason
- 〈So long !〉에 수록
  - 夕陽マリー / 석양 매리 - 오오시마 팀K 명의
- 〈さよならクロール 안녕 크롤〉에 수록
  - How come ? - 팀K 명의
- 〈ハート・エレキ 하트 일렉트릭 기타〉에 수록
  - 細雪リグレット / 가루눈 리그렛 - 팀K 명의
- 〈前しか向かねえ 앞 밖에 보지 않아〉에 수록
  - 君の嘘を知っていた / 네 거짓말을 알고 있었어
- 〈ラブラドール･レトリバー 래브라도 리트리버〉에 수록
  - 愛しきライバル / 사랑스러운 라이벌 - 팀K 명의
- 〈希望的リフレイン 희망적 리프레인〉에 수록
  - 初めてのドライブ / 첫 드라이브 - 팀K 명의
  - Reborn - 팀 서프라이즈 명의

### 앨범 CD 선발곡
- 《ここにいたこと 여기에 있던 것》에 수록
  - High school days - 팀 연구생 명의
  - ここにいたこと / 여기에 있던 것 - AKB48+SKE48+SDN48+NMB48 명의
- 《1830m》에 수록
  - ノーカン / 노 칸(노 카운트) - 팀B 명의
  - 青空よ 寂しくないか? / 푸른 하늘이여 외롭지 않은가? - AKB48+SKE48+NMB48+HKT48 명의
- 《次の足跡 다음 발자국》에 수록
  - 共犯者 / 공범자 - 팀K 명의
- 《ここがロドスだ、ここで跳べ! 여기가 로도스다, 여기서 뛰어라!》에 수록
  - Conveyor - 팀K 명의

### 극장 공연 유닛곡
팀B 4th Stage 〈아이돌의 새벽〉 공연
- 片思いの対角線 / 짝사랑의 대각선
※백 댄서 혹은 니토 모에노의 언더

연구생 〈아이돌의 새벽〉 공연
- 片思いの対角線 / 짝사랑의 대각선 (도중 강판)

팀K 4th Stage 〈최종 벨이 울린다〉 공연
- ごめんねジュエル / 미안해 주얼 (백 댄서)

팀A 5th Stage 〈연애 금지 조례〉 공연
- スコールの間に / 스콜 사이에 (백 댄서)
- 真夏のクリスマスローズ / 한여름의 크리스마스 로즈 (백 댄서)
- 黒い天使 / 검은 천사 ※
※후지에 레이나 포지션의 언더로서 마에다 아츠코 휴연시에 출연

팀K 5th Stage 〈거꾸로 오르기〉 공연
- 愛の色 / 사랑의 색
※미야자와 사에의 언더

연구생 〈시어터의 여신〉 공연
- キャンディー / 캔디

팀B 5th Stage 〈시어터의 여신〉 공연
팀 연구생 시절
- ロマンスかくれんぼ / 로맨스 숨바꼭질 (전좌 걸)
- 嵐の夜には/ 폭풍우 치는 밤에는
※스즈키 마리야의 언더
- キャンディー / 캔디
※카사이 토모미의 언더

팀B 승격 후
- 初恋よ こんにちは / 첫사랑이여 안녕
※구·오쿠 마나미 포지션

팀A 6th Stage 〈목격자〉 공연
- サボテンとゴールドラッシュ / 선인장과 골드 러시
※시노다 마리코의 언더

팀K 6th Stage 〈RESET〉 공연
- 檸檬の年頃 / 레몬 시절 (전좌 걸)
- 奇跡は間に合わない / 기적은 딱 맞게 오지 않아
※미야자와 사에의 언더
- 明日のためにキスを / 내일을 위해서 키스를
※아키모토 사야카의 언더

THEATRE G-ROSSO 〈꿈을 죽게할 수는 없어〉 공연
- 初めてのジェリービーンズ / 첫 젤리 빈즈
※마에다 아츠코의 언더

오오시마 팀K 웨이팅 공연
- 向日葵 / 해바라기 (해바라기조 1st Stage 〈나의 태양〉 공연, 오오시마 마이의 포지션)
- あなたとクリスマスイブ / 당신과 크리스마스 이브 (팀A 1st Stage 〈PARTY가 시작돼요〉 공연) ※
※이타노 토모미의 유닛 언더
- Glory days (팀S 2nd Stage 〈손을 잡으며〉 공연, 쿠와바라 미즈키·나카니시 유카의 포지션) ※
※후지타 나나·나카타 치사토의 유닛 언더
- 片思いの対角線 / 짝사랑의 대각선 (팀B 4th Stage 〈아이돌의 새벽〉 공연, 니토 모에노의 포지션) ※
※마스다 유카와 나카야 사야카 졸업 후, 키타하라 리에의 유닛 언더
- エンドロール / 엔드 롤 (팀K 5th Stage 〈거꾸로 오르기〉 공연, 노로 카요의 포지션)

팀K 웨이팅 공연 II 〈최종 벨이 울린다〉 공연
- ごめんね ジュエル / 미안해 주얼
- リターンマッチ / 리턴 매치
※마츠이 쥬리나·시마다 하루카의 유닛 언더

우메다 팀B 웨이팅 공연
- 涙に沈む太陽 / 눈물에 잠기는 태양 (팀 서프라이즈 〈중력 심퍼시〉 공연, 시노다 마리코·미야자와 사에의 포지션) ※
※오오바 미나·타카죠 아키의 언더

팀K 7th Stage 〈RESET〉 공연
- 奇跡は間に合わない / 기적은 딱 맞게 오지 않아

## 출연

### 드라마
- 마지스카 학원 2 최종화 (2011년 7월 1일, TV 도쿄) - 시호리 역
- So long ! 제2화 (2013년 2월 12일, 닛폰 TV)

### 라디오
- AKB48의 올나이트 닛폰 (2012년 4월 6일 ~ 부정기 출연, 닛폰 방송)

### 패션쇼
- 도쿄 런웨이 (2012년 9월 17일)

## 서적

### 캘린더
- 스즈키 시호리 2012년 캘린더 (2011년 11월 19일, 하고로모)
- 탁상 스즈키 시호리 2013년 캘린더 (2012년 12월 7일, 하고로모)
- 탁상 스즈키 시호리 2014년 캘린더 (2013년 12월 6일, 하고로모)